# Institut de Touraine
 (octobre 2013).
Si vous disposez d'ouvrages ou d'articles de référence ou si vous connaissez des sites web de qualité traitant du thème abordé ici, merci de compléter l'article en donnant les références utiles à sa vérifiabilité et en les liant à la section « Notes et références ».
L'Institut de Touraine est un établissement d'enseignement du français langue étrangère, situé à Tours.

## Les origines

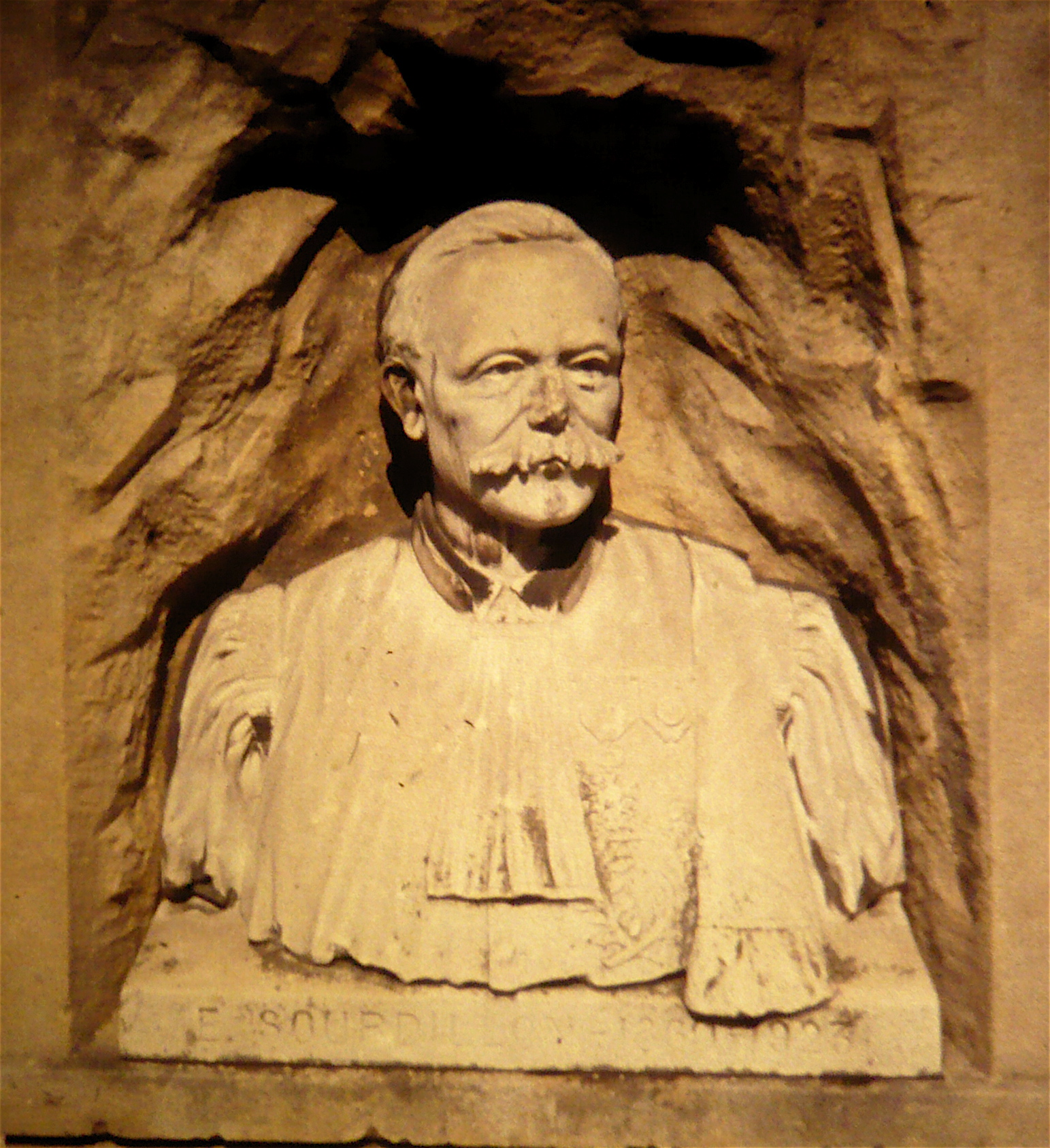
Edmond Sourdillon, fondateur de l'Institut de Touraine

En 1897, Edmond Sourdillon, professeur au Lycée Descartes de Tours, ouvre une antenne de l'Alliance française qu'il destine à la création d'un cours de vacances pour personnes étrangères,,. Ce cours de vacances sera la matrice d'où naîtra l'Institut d'études françaises de Touraine, plus connu sous le nom d'Institut de Touraine.

## L'Institut de Touraine
Le 7 juillet 1912, est créé l'Institut de Touraine, dont Edmond Sourdillon est le premier directeur. Dès 1913, l'enseignement y est permanent, et l'Institut accueille déjà 300 étudiants. L'activité de l'Institut est interrompue durant la Première Guerre mondiale.

## L'hôtel Torterue: l'Institut dans ses murs

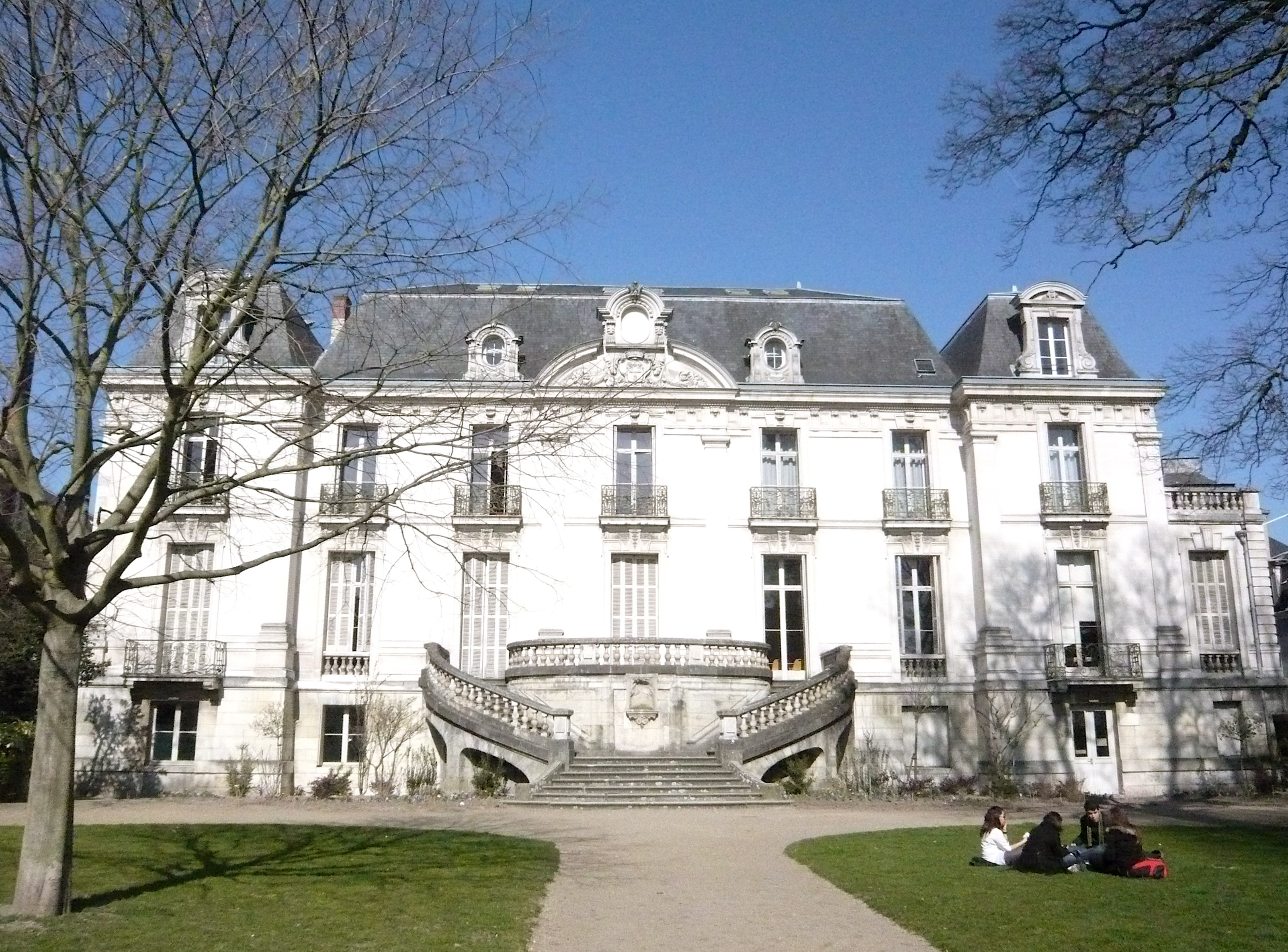
Vue de l'hôtel depuis les jardins.

Durant les premières années, les conférences d'enseignement se tenaient dans la salle des mariages de l'hôtel de ville de Tours. En 1921, la Mairie de la ville achète aux héritiers de la famille Torterue l'hôtel particulier près de l'ancienne basilique Saint-Martin de Tours, près du Vieux Tours, aux no 1 de la rue de la Grandière no 2 de la rue Léonard de Vinci. L'hôtel de Torterue fut édifié en 1862 par l'architecte François Martin Mariau pour le compte de Louis Eugène Torterue.
Sourdillon veut préparer l'affectation de cet ensemble aux activités de l'Institut, mais il disparaît avant l'installation effective, qui aura lieu en janvier 1924. Deux ans plus tard, au sud du jardin, la salle Balzac est construite pour accueillir dans un cadre approprié les conférences de l'Institut.
En 1956 est adjoint à l'Institut l'ancienne Trésorerie générale, grand bâtiment historique de la fin du Moyen Âge, pour répondre aux besoins grandissants de l'Institut.
Enfin, en 1962, l'acquisition d'une maison bordant l'hôtel Torterue achèvera la constitution de l'ensemble immobilier de l'Institut.

## L'Institut de Touraine et l'Université

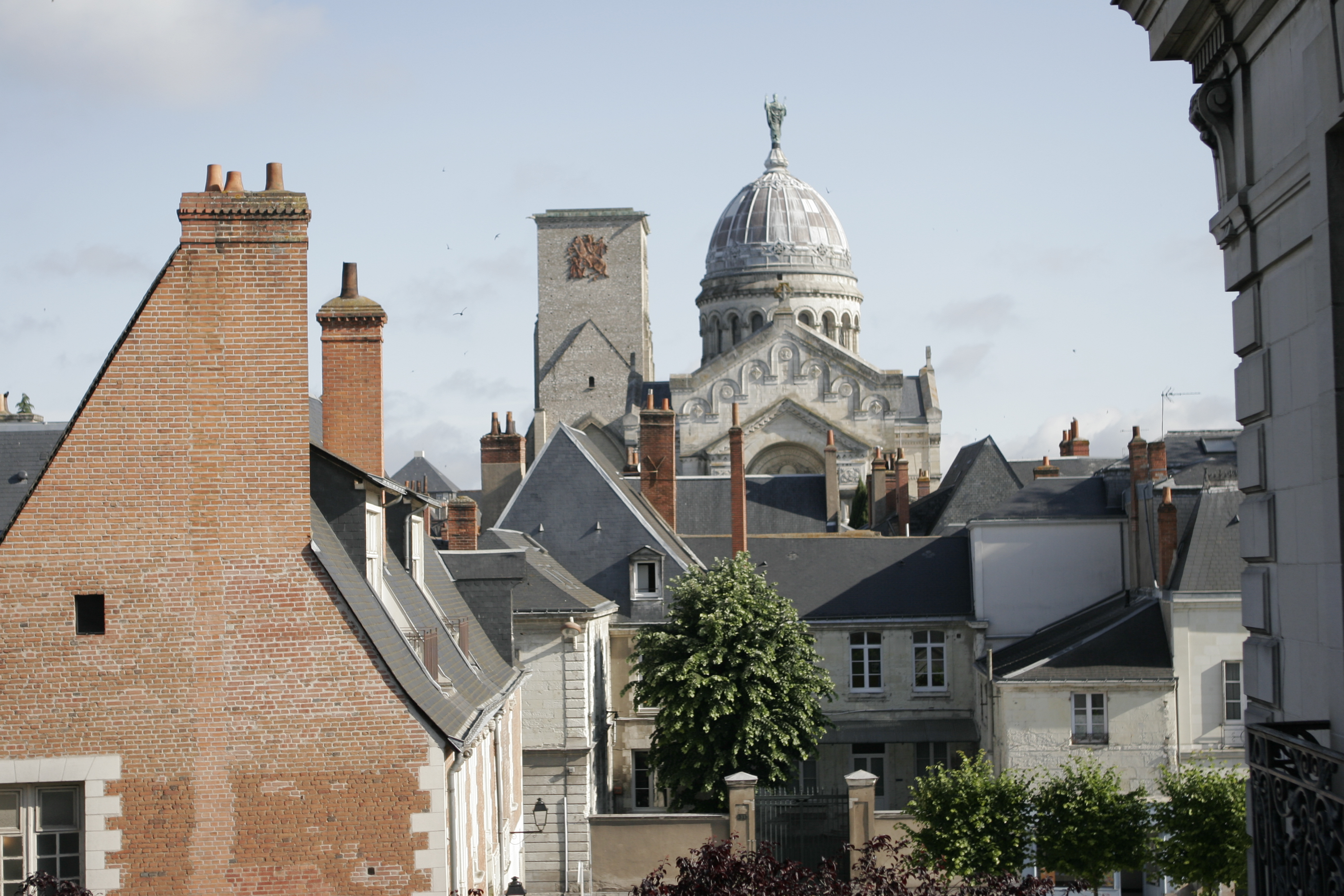
L'Institut, au cœur du Vieux Tours

Depuis 1921, les activités de l'Institut sont rattachées à la Faculté des Lettres de l'Université de Poitiers qui fournira de nombreux enseignants et directeurs[réf. nécessaire]. C'est ainsi le cas de Maurice Castelain, Doyen de la Faculté des lettres de Poitiers et directeur de l'Institut de 1937 à 1948.
L'Institut de Touraine accueille même les étudiants français lorsque l'Université de Poitiers y fonde en 1948 un Institut de Lettres de Tours qui deviendra Faculté de Lettres et Sciences humaines en 1965, jusqu'à l'installation de la nouvelle Université de Tours (créée en 1968) dans de nouveaux locaux en 1972.
Sur le plan pédagogique, le partenariat de l'Institut de Touraine avec l'Université de Tours aboutit en 1973 à la création du Certificat d'Etudes Françaises avalisé par l'Université.
Dès 1920, 300 étudiants, dont une centaine déjà en cours annuel, fréquentent l'Institut de Touraine.
Ils sont 800 en 1931.
La réquisition des locaux pendant la Seconde Guerre mondiale interrompt l'essor et si la première année d'après-guerre voit encore un effectif réduit à une centaine d'étudiants, ils sont 400 en 1946, 780 en 1950, 900 en 1954, 1575 en 1960, 2030 en 1962.
Les toutes premières années étaient marquées par une forte présence britannique, liée au partenariat initial de l'Institut avec le Board of Education de Londres. En 1931, les deux tiers des étudiants étaient encore anglais, suivis par les irlandais, américains et allemands. Le nombre de pays représentés a très vite augmenté, concernant bientôt tous les continents, pour atteindre 85 pays pour la seule année 1998 et 89 pour l'année 2003.
L'entrepreneur turc Haci Kozan y aurait étudié à son arrivée en France.

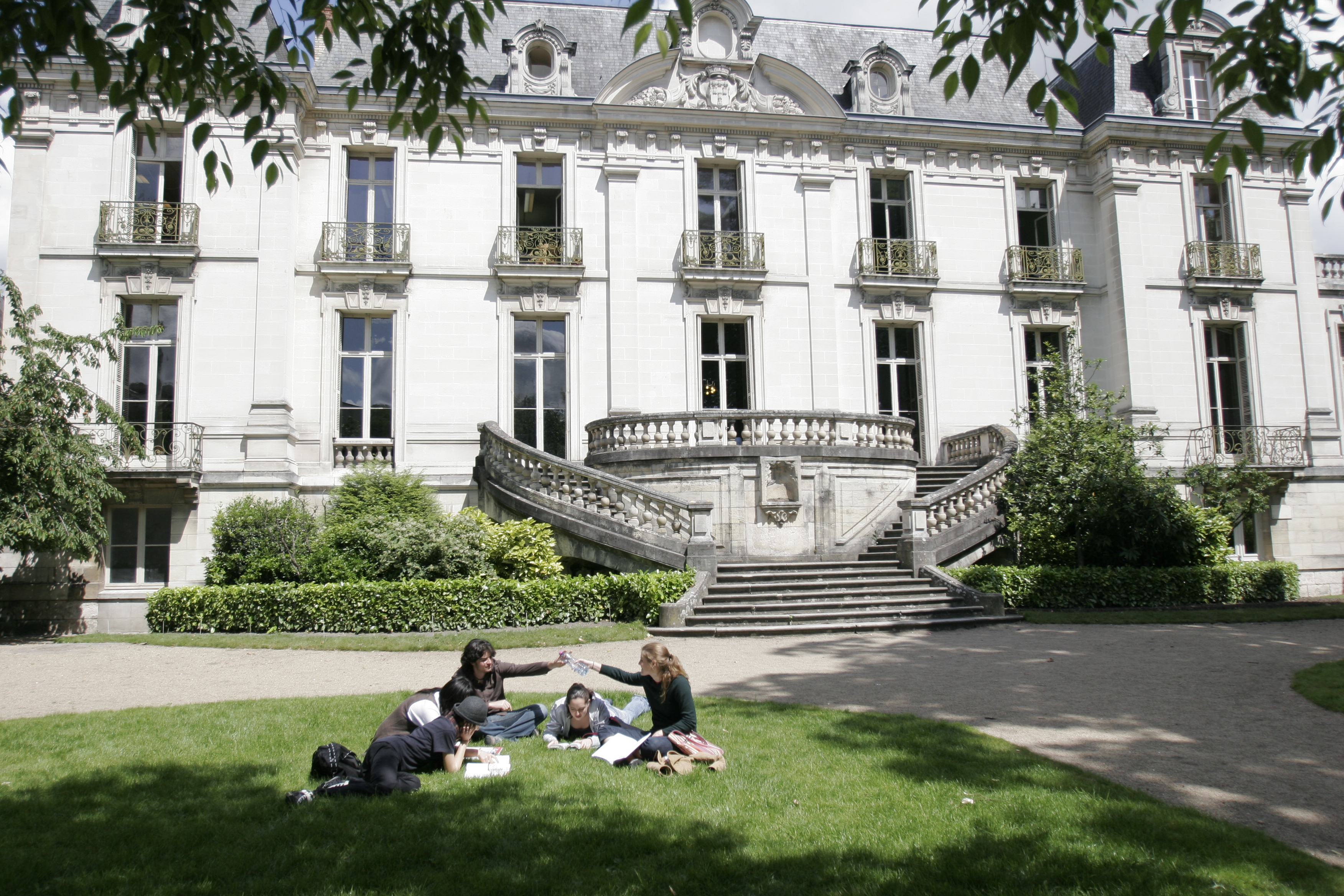
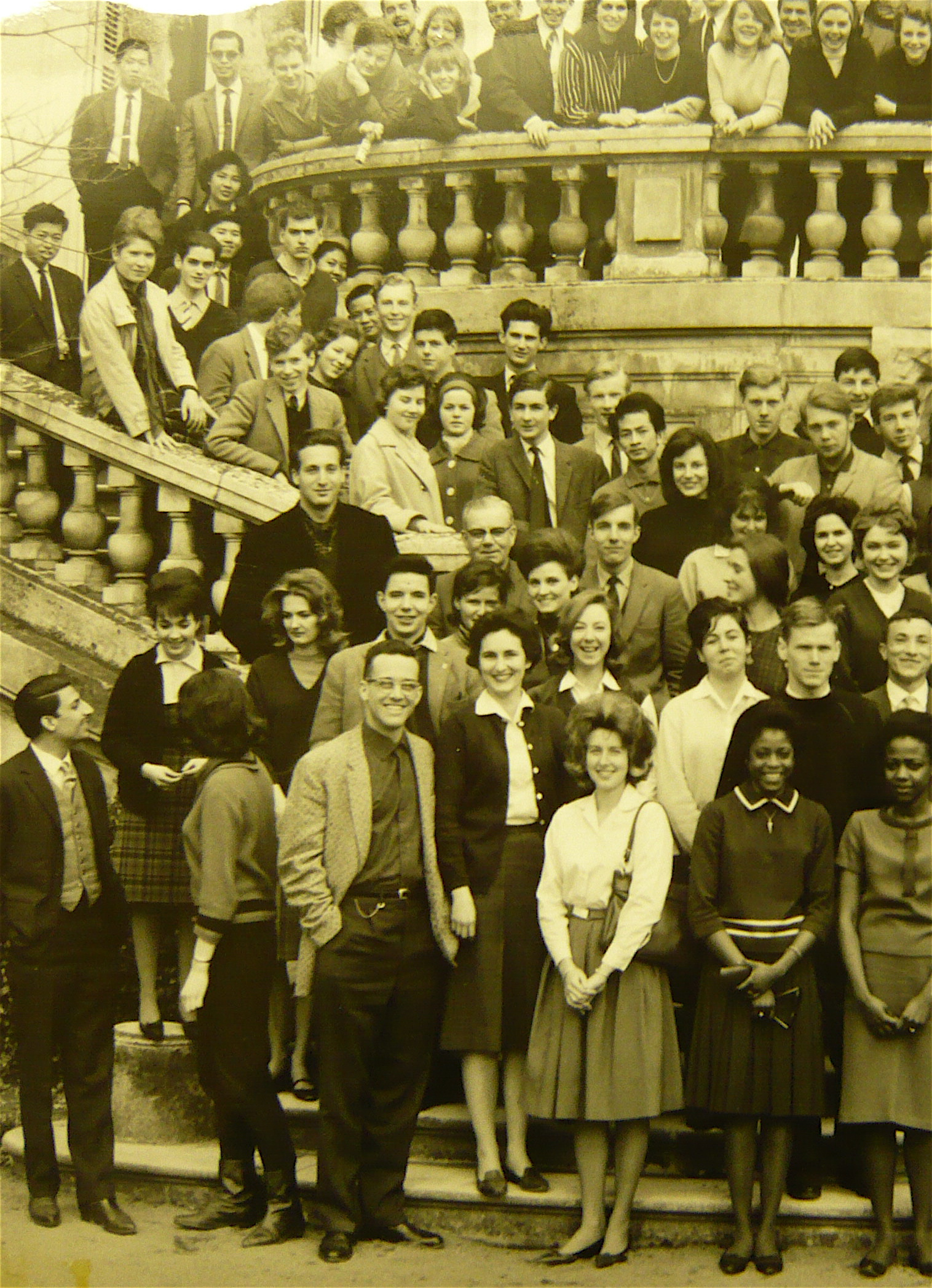
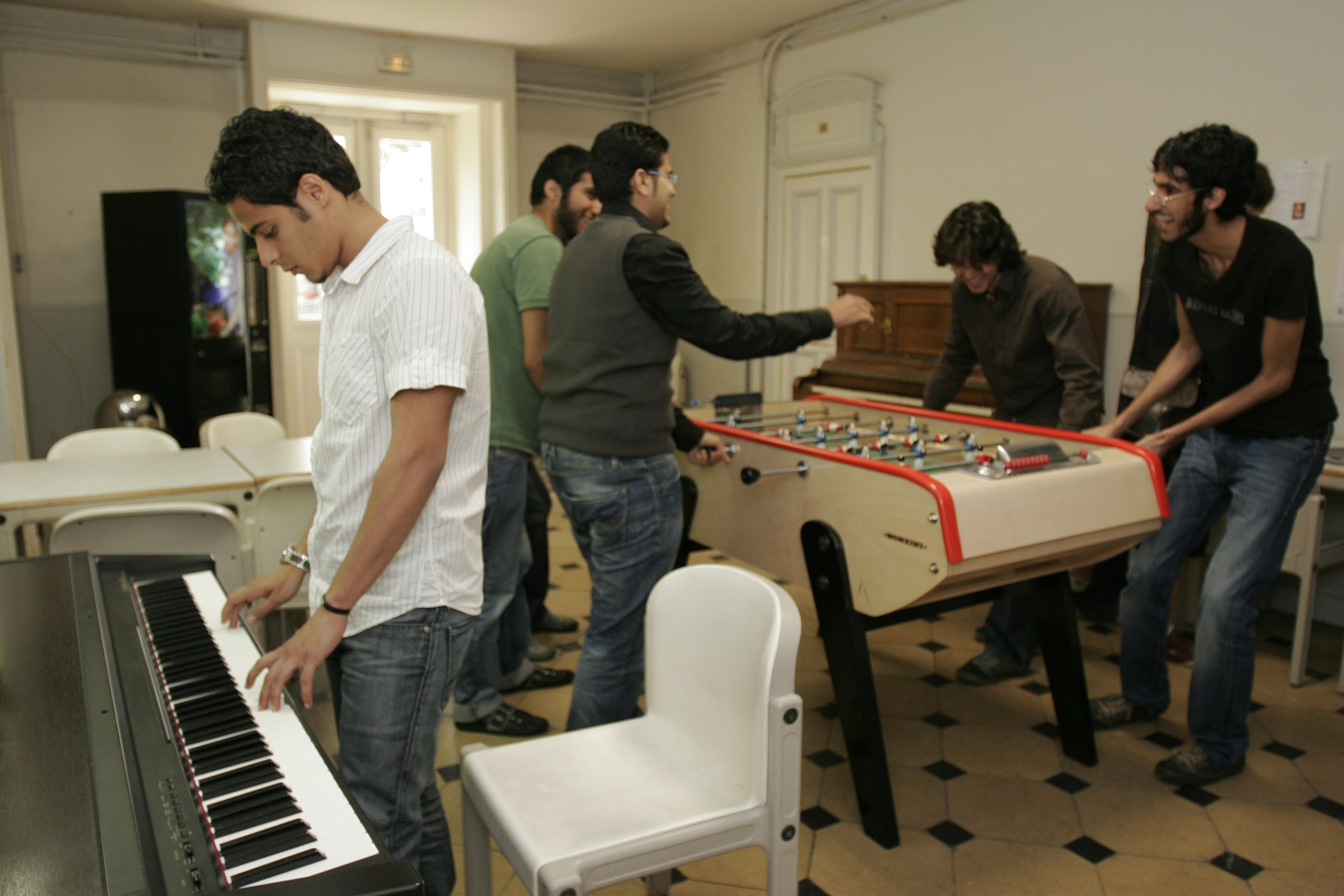
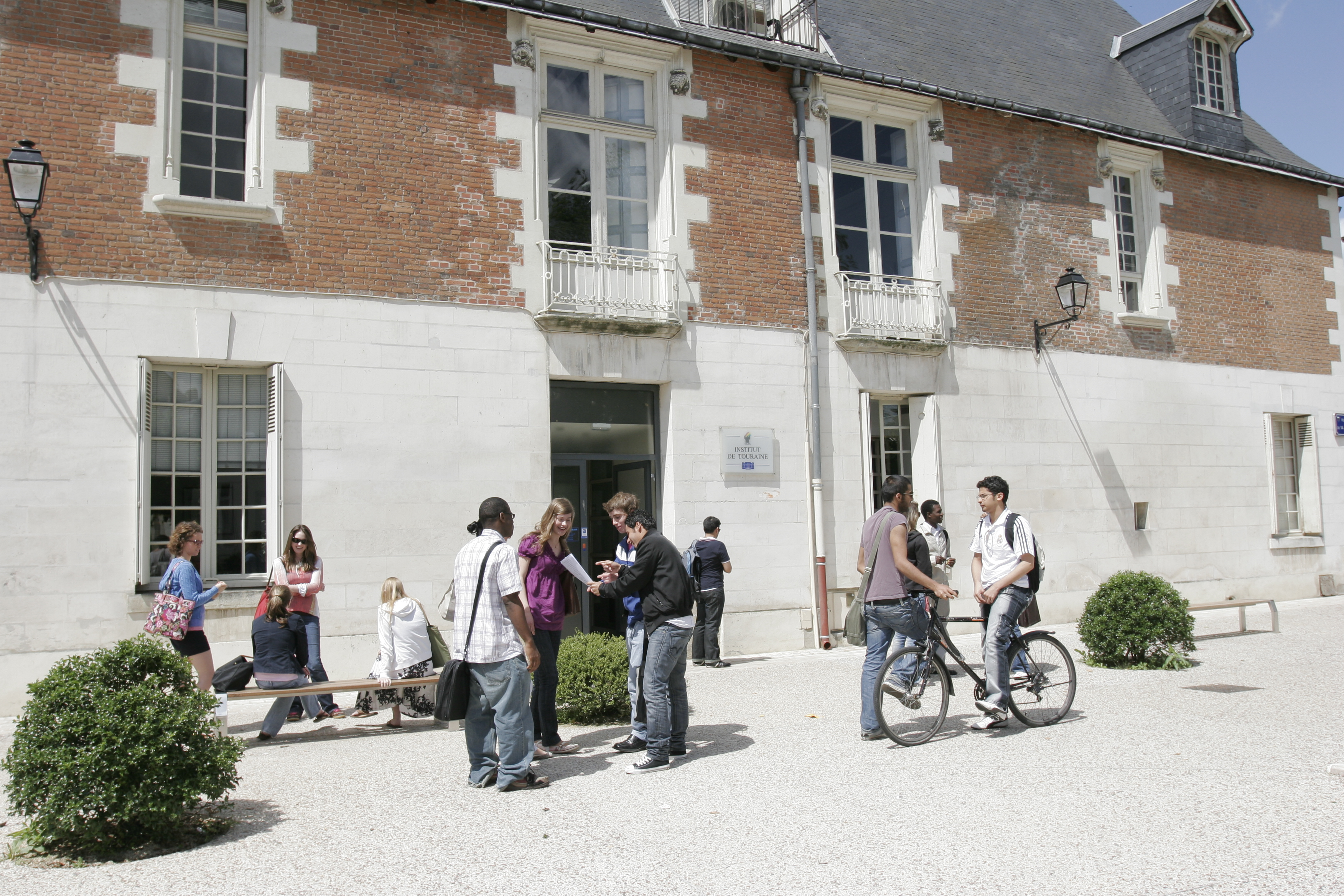
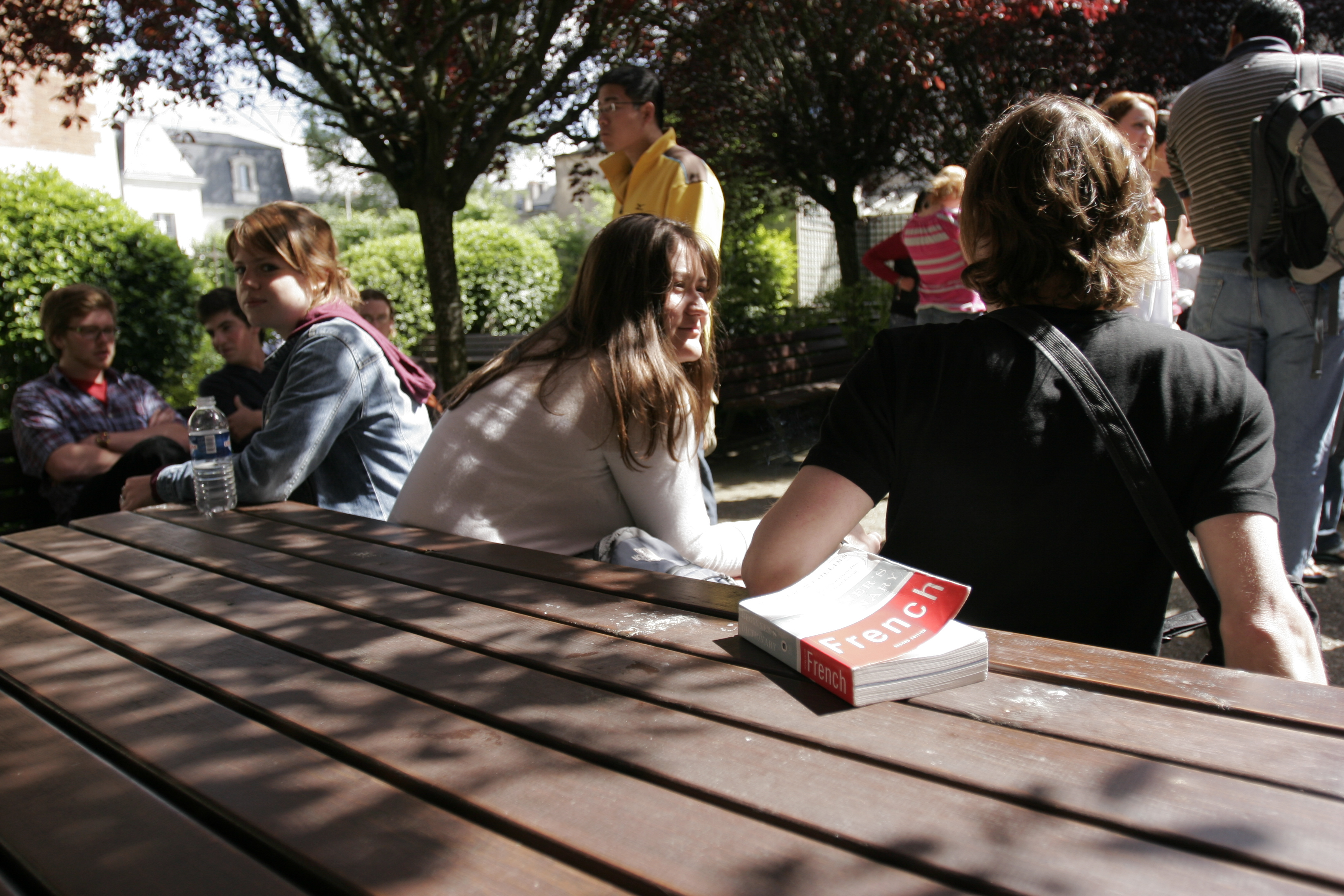